# Carlo Acutis
Carlo Acutis (Londres, 3 de maio de 1991 – Monza, 12 de outubro de 2006) foi um adolescente católico italiano nascido no Reino Unido, beatificado pela Igreja Católica. Tornou-se conhecido por documentar milagres eucarísticos e as aparições marianas aprovadas ao redor do mundo e catalogá-los em um site que ele mesmo criou nos meses anteriores à sua morte por leucemia. Ele também ficou conhecido por sua alegria e por suas habilidades com a informática, bem como por sua profunda devoção à Eucaristia, que se tornou um tema central de sua vida.
Os pedidos para sua beatificação começaram não muito tempo depois de sua morte, ganhando impulso significativo no ano de 2013, depois que a causa começou e que ele recebeu o título de Servo de Deus — o primeiro estágio no caminho para a santidade. O Papa Francisco declarou que ele era Venerável em 5 de julho de 2018.
Em 21 de fevereiro de 2020, o Papa autorizou a Congregação para as Causas dos Santos a promulgar os Decretos que aprovam novas beatificações e canonizações, assim como novos Servos de Deus, e entre eles o jovem italiano Carlo Acutis. Sua beatificação aconteceu no dia 10 de outubro 2020 em Assis, na Itália.
No dia 23 de maio de 2024, o Papa Francisco reconheceu o segundo milagre necessário para a canonização de Carlo Acutis. A cerimônia seria celebrada no dia 27 de abril de 2025, por ocasião do Ano Jubilar, porém foi suspensa devido à morte do Papa Francisco em 21 de abril de 2025. Posteriormente o sucessor de Francisco, o Papa Leão XIV, remarcou a cerimônia de canonização de Carlo Acutis para o dia 7 de setembro de 2025.

## Vida pessoal
Carlo Acutis nasceu em Londres, Inglaterra, em 3 de maio de 1991, filho de Andrea Acutis e Antonia Salzano, membros de famílias italianas ricas. Seus pais trabalharam por um curto período em Londres, sendo originários de Milão, na Itália, para onde voltaram pouco depois do nascimento do filho, em setembro de 1991. A família de seu pai trabalhava na indústria de seguros italiana e a de sua mãe dirigia uma editora. A bisavó materna de Acutis nasceu nos Estados Unidos e veio de uma família de proprietários de terras em Nova Iorque. Seu batismo ocorreu em 18 de maio de 1991 na Igreja de Nossa Senhora das Dores, em Chelsea. Seu avô paterno, Carlo, era seu padrinho; e sua avó materna, Luana, era sua madrinha. Nenhum de seus pais era religioso.
Os pais de Acutis trabalharam em Londres e na Alemanha antes de ele nascer e se mudaram para Milão logo depois, em setembro de 1991. Eles trabalhavam em empresas familiares e ele era cuidado por uma babá irlandesa. Além de algumas visitas a uma creche, a maior parte dos cuidados iniciais de Acutis veio de babás. Durante uma visita à creche, ele foi intimidado por outras crianças. Uma babá polonesa, que o achava muito legal, tentou ensiná-lo a estabelecer limites para que outras crianças não pegassem seus brinquedos. Ele respondeu: "Jesus não ficaria feliz se eu perdesse a paciência." No verão, Acutis ficava com os pais de sua mãe em Centola. Depois de passar o dia na praia, ele se juntava a várias mulheres mais velhas na igreja paroquial local para rezar o terço. Sua família também possuía um barco em Santa Margherita Ligure, perto da Basílica de Santa Margarida de Antioquia.
Acutis frequentou sua primeira escola primária em setembro de 1997, o Instituto San Carlo, em Milão; mas como a escola ficava longe de sua casa, três meses depois ele foi transferido para o Instituto Marcelline Tommaseo, administrado pelas Irmãs de Santa Marcelina. Durante suas caminhadas para a escola, ele se interessava particularmente pelos zeladores estrangeiros das diferentes casas ao longo de sua rota; aprendendo seus nomes e parando para cumprimentá-los pessoalmente todas as manhãs. Ao concluir o ensino médio, Acutis foi para o colégio Jesuit Instituto Leone XIII. Embora fosse um aluno mediano, ele gostava de ler e seguiu outras áreas acadêmicas de forma independente, incluindo ciência da computação e aprendendo saxofone sozinho. Acutis também tinha um tutor que o ajudava com o dever de casa e o seguia até a igreja. Acutis possuía um PlayStation e gostava de Halo, Mario e Pokémon, embora se limitasse a apenas uma hora de jogo por semana para evitar o vício.
Em 16 de junho de 1998, quando tinha sete anos, Acutis recebeu sua primeira comunhão no convento de Sant'Ambrogio ad Nemus, em Milão. Acutis também era um comungante frequente e participava da adoração eucarística. Ele foi crismado cinco anos depois, em 24 de maio de 2003, na Igreja de Santa Maria Segreta.

### Vida familiar
A mãe de Acutis, Antonia, cresceu em uma família secular. Ela foi crismada enquanto estava na faculdade e se casou na igreja, mas não assistiu à missa antes do nascimento de Acutis. Ela testemunhou que a fé de seu filho e suas perguntas insistentes a trouxeram de volta à fé. A família Acutis empregou um imigrante brâmane das ilhas Maurício, Rajesh Mohur, para trabalhar em sua casa. Ele e Acutis se tornaram amigos. Com o tempo, depois de falar com Acutis sobre o cristianismo, Mohur pediu para ser batizado. Um amigo de Mohur, Seeven Kistnen, também se converteu e foi batizado depois de se encontrar com Acutis e ouvi-lo falar sobre a fé. A mãe de Mohur, que estava visitando Maurício, assistiu à missa com Mohur e Acutis, que conversaram longamente com ela depois, e ela também pediu para ser batizada.

## Educação religiosa e devoção
Quando Acutis tinha três anos, seu avô materno, Antonio Salzano, morreu. Vários dias antes, ele estava presente quando seu avô recebeu a Unção dos Enfermos. Diz-se que o avô lhe apareceu em um sonho pedindo oração. Pouco depois de sua morte, Acutis vestiu seu casaco enquanto sua avó cuidava dele e pediu para ser levado à igreja. Quando ela perguntou por quê, ele disse que queria orar por seu avô, a quem ele declarou "ter ido ver Jesus". Quando Acutis demonstrou interesse na prática religiosa católica, suas perguntas foram respondidas pela babá polonesa da família.
Quando era criança, Acutis se tornou grande devoto da Santíssima Virgem Maria e recitou rosários frequentes como sinal de sua devoção por Ela. Guardava particular devoção por Nossa Senhora de Lourdes e por Nossa Senhora de Fátima. Ele comungava frequentemente desde que recebeu a sua Primeira Comunhão (com sete anos no convento de Sant'Ambrogio ad Nemus) e fazia o esforço de refletir antes ou depois da Missa diante do sacrário. Acutis também se confessava uma vez por semana. Tinha ainda o hábito de rezar ao seu Anjo da guarda e manifestava uma especial devoção por São Miguel Arcanjo. Aqueles ao seu redor sabiam que ele tinha uma paixão por computadores. Ele teve sua educação escolar em Milão e seus estudos do ensino médio estavam sob os jesuítas no Instituto Leão XIII. Ele também teve vários modelos como seus guias para a vida:
- São Francisco de Assis[2]
- Santos Francisco e Jacinta Marto (em seu tempo ainda beatos)
- São Domingos Sávio
- São Luís Gonzaga
- São Tarcisio
- Santa Bernadette Soubirous[2]
- Santa Maria Madalena de Pazzi

Acutis estava preocupado com aqueles amigos cujos pais estavam se divorciando e então ele convidaria os amigos para sua casa para apoiá-los. Ele defendeu os direitos das pessoas com deficiência e defendeu os colegas deficientes na escola quando zombadores frívolos os importunavam. Amava viajar, visitava Assis mais do que outros lugares.

Aos 12 anos, Acutis tornou-se catequista em sua paróquia, Santa Maria Segreta. Na época, a estrutura catequética italiana dependia tipicamente de jovens líderes de equipe em grupos de jovens, em contraste com os adultos, para ministrar educação religiosa aos seus pares. O pároco de Acutis disse sobre ele que:
Carlo era um jovem excepcionalmente transparente. Ele realmente queria progredir no amor aos seus pais, a Deus, aos seus colegas de classe e àqueles que o amavam menos. Ele queria se dedicar aos estudos para se educar nas aulas de catecismo, bem como na escola e na ciência da computação.

## Internet
As pessoas ao seu redor o consideravam um "geek da informática" devido à sua paixão e habilidade com computadores e a internet. Ele era habilidoso em Java e também em C++ e frequentemente ajudava outras pessoas com problemas técnicos. Quando tinha 14 anos, seu pároco pediu que ele criasse uma página da web para sua paróquia, Santa Maria Segreta, em Milão. Depois disso, um padre de sua escola pediu que ele criasse um site para promover o voluntariado. Por este trabalho, ele ganhou um concurso nacional chamado Sarai volontario (italiano, "Você será um voluntário").
Acutis criou um site dedicado a catalogar cada milagre eucarístico relatado no mundo e manter uma lista das aparições marianas aprovadas pela Igreja Católica. Acutis lançou o site em 2004 e trabalhou nele por dois anos e meio, envolvendo toda a sua família no projeto. Foi inaugurado em 4 de outubro de 2006, Festa de São Francisco, poucos dias antes de sua morte. Por estar hospitalizado, Acutis não pôde comparecer à estreia de sua exposição na Igreja de São Carlos Borromeu, em Roma. A exposição também foi apresentada em sua escola secundária, o Instituto Leão XIII.

## Doença e morte
Em 1 de outubro de 2006, Acutis desenvolveu uma inflamação na garganta. Seus pais o levaram a um médico que diagnosticou parotidite e desidratação, o que um segundo médico, um amigo da família, confirmou. Poucos dias depois, a dor de Acutis piorou e ele tinha sangue na urina. No domingo, 8 de outubro, Acutis estava fraco demais para sair da cama e ir à missa. Acutis foi levado a uma clínica especializada em doenças do sangue e foi diagnosticado com leucemia promielocítica aguda. Ele teve pouca chance de recuperação. Ele foi levado às pressas para a UTI e colocado em um respirador. Depois de uma noite sem dormir, Acutis foi transferido para o Hospital San Gerardo, ao norte de Milão, um dos três únicos hospitais na Itália equipados para tratar sua condição.
A equipe do hospital chamou seu capelão e ele realizou a unção dos enfermos. Quando uma enfermeira entrou para cuidar de Acutis, o adolescente pediu a ela que não acordasse seus pais, pois eles já estavam muito cansados e ele não queria preocupá-los mais.
Ele logo desenvolveu leucemia e ofereceu sua dor tanto pelo Papa Bento XVI quanto pela Igreja Católica Apostólica Romana, na qual ele disse que "eu ofereço todo o sofrimento que hei-de ter pelo Senhor, pelo Papa e pela Igreja". Ele pedira a seus pais que o levassem em peregrinação aos locais de aparições marianas e de todos os milagres eucarísticos conhecidos no mundo, mas sua piora na saúde impediu que isso acontecesse. Ser apaixonado por computadores levou Acutis a criar um site dedicado à catalogação cuidadosa de cada aparição mariana e milagre eucarístico relatado, e ele fez isso em 2005 (ele catalogou cada caso desde os onze anos). Apreciava as iniciativas do beato Tiago Alberione e da Madre Tecla Merlo de usarem a mídia para evangelizar e proclamar o Evangelho e pretendia fazer isso com o site que ele havia criado. Ele também gostava de edição de filmes e quadrinhos. Foi no site que ele disse: "quanto mais Eucaristia recebemos, mais nos tornaremos como Jesus, para que nesta terra tenhamos uma antecipação do Céu".

O túmulo de Carlo Acutis na Igreja de Santa Maria Maior (também chamada de Santuário do Despojamento) em Assis

O médico que o tratou perguntou se ele estava sofrendo muita dor e respondeu que "há pessoas que sofrem muito mais do que eu". Acutis entrou em coma e foi levado para a unidade de terapia intensiva, onde passou por um tratamento de limpeza do sangue. Após uma hemorragia cerebral, ele foi declarado com morte cerebral em 11 de outubro, aos 15 anos. Ele morreu em 12 de outubro de 2006 às 6h45 da leucemia fulminante M3 e foi enterrado em Assis de acordo com seus desejos. Em 23 de janeiro de 2019, seu corpo foi exumado e, tratado com técnicas de conservação, foi transferido para a Igreja de Santa Maria Maior (também chamada de Santuário do Despojamento) em Assis, onde aguardou a beatificação para finalmente ser exposto à veneração pública.

Suas últimas palavras para sua mãe foram:
Mãe, não tenha medo. Desde que Jesus se fez homem, a morte se tornou a passagem para a vida, e não precisamos fugir dela. Preparemo-nos para experimentar algo extraordinário na vida eterna.

### Exumação para Assis
O último desejo de Acutis foi ser enterrado em Assis. Em 6 de abril de 2019, seu corpo foi levado ao Santuário da Espoliação (Santa Maria Maggiore) e venerado em seu local de descanso final. Durante a noite, a procissão parou na Catedral de São Rufino e o coro diocesano cantou um Non io, ma Dio ("Não eu, mas Deus"), um hino especialmente composto para a ocasião por Marco Mammoli. Embora o corpo de Acutis possa parecer incorrupto atrás do visor, ele está, na verdade, envolto em uma camada de cera que foi moldada para se parecer com seu corpo antes do sepultamento — essa prática é comum na apresentação de corpos de santos para que os peregrinos possam vê-los como estavam quando morreram. O reitor de Santa Maria Maggiore em Assis, onde o túmulo de Carlo está abrigado, disse que o corpo de Acutis foi descoberto "totalmente íntegro", embora não intacto.

## Legado
Em 2020, a Igreja Católica reconheceu a cura da doença pancreática de uma criança como um milagre atribuído à intercessão de Acutis. Em seguida, a mãe de Acutis disse à imprensa que seu filho lhe apareceu em sonhos dizendo que ele não seria apenas beatificado, mas também canonizado como santo no futuro. Um site foi criado para sua causa de canonização. Outros foram criados para educadores, jovens e grupos de oração, e para cada uma das quatro exposições que ele inspirou. Devido ao seu prazer com videogames na vida, Acutis foi descrito como o "primeiro santo gamer".
Em memória de Acutis, os bispos Raffaello Martinelli e Angelo Comastri ajudaram a organizar uma exposição fotográfica itinerante de todos os locais dos milagres eucarísticos. Desde então, ela viajou para dezenas de países diferentes nos cinco continentes. O prefácio da versão impressa da exposição foi escrito pelo cardeal Angelo Comastri e foi traduzido para 18 idiomas. Ela viajou para mais de 10.000 lugares, incluindo igrejas, palácios do Congresso, clubes de jovens e centros de acolhimento. A exposição também foi levada para a canonização de Francisco e Jacinta Marto em Fátima, Portugal.
O legado de Carlo Acutis consolidou-se como referência mundial na promoção da fé católica por meio dos meios digitais. É amplamente reconhecido por ter criado a exposição "Os Milagres Eucarísticos no Mundo", um projeto que sistematiza registros históricos sobre manifestações extraordinárias relacionadas à Eucaristia, traduzido para diversos idiomas e exibido em mais de 100 países. Sua atuação tornou-se símbolo da integração entre fé e tecnologia, especialmente entre os jovens católicos. Após sua beatificação, Carlo passou a ser considerado modelo de santidade contemporânea, inspirando movimentos de evangelização online, pastorais juvenis e reflexões éticas sobre o uso das tecnologias da informação.
Em março de 2025, a revista The Economist publicou um artigo afirmando que o melhor amigo de infância de Acutis não se lembrava dele como um "menino muito piedoso", nem sequer sabia que Carlo era religioso. Seus colegas de escola testemunharam que ele era gentil, mas não se lembravam dele como publicamente devoto. Esses relatos foram contestados pela mãe de Carlo, Antonia.

## Processo de beatificação
O apelo à beatificação de Acutis começou pouco depois da sua morte. No dia 12 de outubro de 2012, sexto aniversário da sua morte, a Arquidiocese de Milão abriu a causa de canonização. A Conferência Episcopal Lombardiana aprovou a petição para que a causa da canonização fosse introduzida em sua reunião em 2013.
A campanha ganhou força em 13 de maio de 2013, quando a Congregação para as Causas dos Santos emitiu um nihil obstat afirmando que não havia nada impedindo a causa de avançar.
Ele foi então nomeado Servo de Deus, a primeira etapa no caminho para a santidade. A Conferência Episcopal da Lombardia aprovou a petição para que a causa oficial de canonização prosseguisse em uma reunião em 2013. A abertura da investigação diocesana foi realizada em 15 de fevereiro de 2013, com o cardeal Angelo Scola inaugurando o processo e concluindo-o em 24 de novembro de 2016. Scola disse que Acutis não foi chamado para ser "uma estrela de cinema, mas uma estrela no céu" e que Acutis era "um novo tesouro na igreja ambrosiana".
O Papa Francisco confirmou sua vida de virtudes heróicas em 5 de julho de 2018 e nomeou-o como Venerável da Igreja Católica.
Em 14 de novembro de 2019, o Conselho Médico da Congregação para as Causas dos Santos do Vaticano expressou uma opinião positiva sobre um milagre no Brasil atribuído à intercessão de Acutis. Luciana Vianna levou seu filho, Mattheus, que nasceu com um defeito pancreático que dificultava a alimentação, a um culto de oração. Antes, ela rezou uma novena pedindo a intercessão do adolescente Acutis. Durante o culto, Mattheus pediu que ele não "vomitasse tanto". Imediatamente após o culto, ele disse à mãe que se sentia curado e pediu comida sólida quando voltou para casa. Até então, ele estava em uma dieta totalmente líquida. Após uma investigação detalhada, o Papa Francisco confirmou a autenticidade do milagre em um decreto em 21 de fevereiro de 2020, levando à beatificação de Acutis.
Em 21 de fevereiro de 2020, o Papa Francisco autorizou a beatificação de Carlo. Enfim, em 13 de junho do mesmo ano foi confirmada a data para a cerimônia de beatificação do jovem, que fora realizada somente no dia 10 de outubro de 2020 realizada na Igreja Superior da Basílica de São Francisco de Assis, em razão da pandemia de COVID-19. A cerimônia foi realizada pelo Cardeal Agostino Vallini presidindo em nome do Papa.
A postuladora dessa causa foi a Dra. Francesca Consolini. A partir de 2019, o postulador da causa de Acutis é Nicola Gori.
Desde a cerimônia de beatificação em 10 de outubro de 2020, suas relíquias estão expostas junto ao seu túmulo na Igreja de Santa Maria Maggiore.

## Canonização
Na manhã do dia 23 de maio de 2024, o prefeito da Congregação para a Causa dos Santos, o Cardeal Marcello Semeraro, se reuniu em audiência com o Papa Francisco. O Papa reconheceu um segundo milagre atribuído à intercessão de Acutis. O milagre atribuído à sua intercessão ocorreu em 2022, quando uma mulher costarriquenha chamada Valeria caiu de sua bicicleta e sofreu uma hemorragia cerebral, com os médicos dando a ela uma baixa chance de sobrevivência. A mãe de Valeria, Lilliana, rezou pela intercessão de Acutis e visitou seu túmulo. No mesmo dia, Valeria começou a respirar independentemente novamente e foi capaz de andar no dia seguinte com todas as evidências da hemorragia tendo desaparecido.
Carlos Acutis seria canonizado em 27 de abril de 2025, durante as festividades do Jubileu das Crianças e dos Adolescentes, entretanto a cerimônia teve que ser remarcada devido à morte do Papa Francisco, ocorrida na manhã de 21 de abril de 2025.
No dia 13 de junho de 2025, o Papa Leão XIV presidiu um Consistório Ordinário Público para a canonização dos beatos Carlo Acutis e Pier Giorgio Frassati, sendo decidido que ambos jovens italianos deverão ser canonizados juntos no dia 7 de setembro de 2025.